# مأبور القبطي
مأبور القبطي هو عبد قبطي من صعيد مصر، يُقال إنه كان ابن عم ماريا القبطية، التي أرسلها المقوقس صاحب الإسكندرية من القبط إلى النبي محمد صلى الله عليه وسلم ضمن هدية رسمية في القرن السابع الميلادي. وقد شملت هذه الهدية ماريا وأختها سيرين بنت شمعون، بالإضافة إلى بعض الهدايا الأخرى، وكان المقوقس قد أرسل مع المرأتين شيخاً كبيراً خصيًا يسمى "مأبور" مرافقًا لهما.
ذُكر مأبور في بعض الروايات التراثية الإسلامية كمرافق أو خادم، وقد عاش في المدينة المنورة بعد وصوله مع ماريا. ومع أن المعلومات حوله محدودة، إلا أنه يُعتبر من الشخصيات القبطية القليلة التي ورد ذكرها في سياق السيرة النبوية،  وقد أسلم في عهد النبي صلى الله عليه وسلم.

## أسماءه
ذُكر اسمه في الكتابات بطرق مختلفة، أشهرها مأبور، وكذلك "ما بورا" ، و"هابور".

## سيرته
قال عنه ابن حجر العسقلاني: "ولا ينافي ذلك نَعْته في الروايات بأنه قريبها أو نسيبها أو ابن عمها، لاحتمال أنه أخوها لأمّها"، والله أعلم.
وقد جاء ذكره في عدة أخبار منها ما أخرجه ابن عبد الحكم في فتوح مصر بسنده عن عبد الله بن عمرو، قال: دخل رسول الله صلى الله عليه وآله وسلم على القبطية أم ولده إبراهيم فوجد عندها نسيبا لها قدم معها من مصر، وكان كثيرا ما يدخل عليها، فوقع في نفسه شيء، فرجع فلقيه عمر رضي الله عنه فعرف ذلك في وجهه، فسأله فأخبره، فأخذ عمر رضي الله عنه السيف ثم دخل على مارية وقريبها عندها فأهوى إليه بالسيف، فلما رأى ذلك كشف عن نفسه، وكان مجبوبا ليس بين رجليه شيء، فلما رآه عمر رضي الله عنه رجع إلى رسول الله صلى الله عليه وآله وسلم فأخبره، فقال رسول الله صلى الله عليه وآله وسلم: إن جبرائيل أتاني فأخبرني أن الله تعالى قد برأها وقريبها، وأن في بطنها غلاما مني، وأنه أشبه الناس بي، وأنه أمرني أن أسميه إبراهيم، وكناني أبا إبراهيم.

## إسلامه
بعث المقوقس إلى رسول الله صلى الله عليه وآله وسلم بماريا وأختها سيرين وبألف مثقال ذهبا وعشرين ثوبا لينا وبغلته الدلدل وحماره عفير ويقال يعفور، ومعهم خصي يقال له "مأبور"، ويقال "هابور"، بهاء بدل الميم وبغير راء في آخره... الحديث، وفيه: فأقام الخصي على دينه إلى أن أسلم بعد في عهد النبي صلى الله عليه وآله وسلم.